# 내덕동 (청주시)
내덕동(內德洞)은 충청북도 청주시 청원구에 있는 동이다. 1979년 설치되었다. 법정동이 내덕동으로, 행정동은 내덕1동, 내덕2동으로 나뉜다.
내덕1동의 면적 1.48km2 중 0.436km2를 청주농업고등학교가 차지하고 있으며,  내덕동의 중앙에는 진천 방면(옛 국도 제17호선)과 충주 방면(옛 국도 제36호선)이 갈라지는 내덕칠거리가 있다. 우암동 사이에 있는 청주대학교와 안덕벌 근처에 있는 청주대학교 예술대학이 내덕동에 있다. 북쪽으로 율량천 사이에 있는 율량사천동에 접한다.

## 교육 기관
- 내덕초등학교
- 대성초등학교
- 청주상고
- 청주대학교

## 문화
- 국립현대미술관 청주

## 역사
- 1897년 충청북도 청주군 북주내면
- 1914년 충청북도 청주군 사주면 내덕리
- 1935년 충청북도 청주군 청주읍 내덕리
- 1963년 충청북도 청주시 내덕·율량·사천동
- 1979년 충청북도 청주시 내덕동
- 1982년 충청북도 청주시 내덕동이 내덕1동과 내덕2동으로 분동
- 1995년 충청북도 청주시 상당구 내덕동
- 2014년 충청북도 청주시 청원구 내덕동

## 주거
| 단지명                 | 건설사   | 시행사                | 주소               | 입주        | 비고 |
| ---------------------- | -------- | --------------------- | ------------------ | ----------- | ---- |
| 청주 힐즈파크 푸르지오 | 대우건설 | ㈜아시아신탁 ㈜메이플 | 청원구 1순환로 123 | 2020년 11월 |      |